# Seznam vládců Moravy

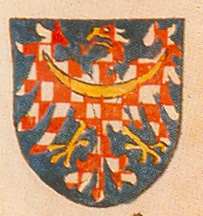
Moravská orlice (iluminace z roku 1459)

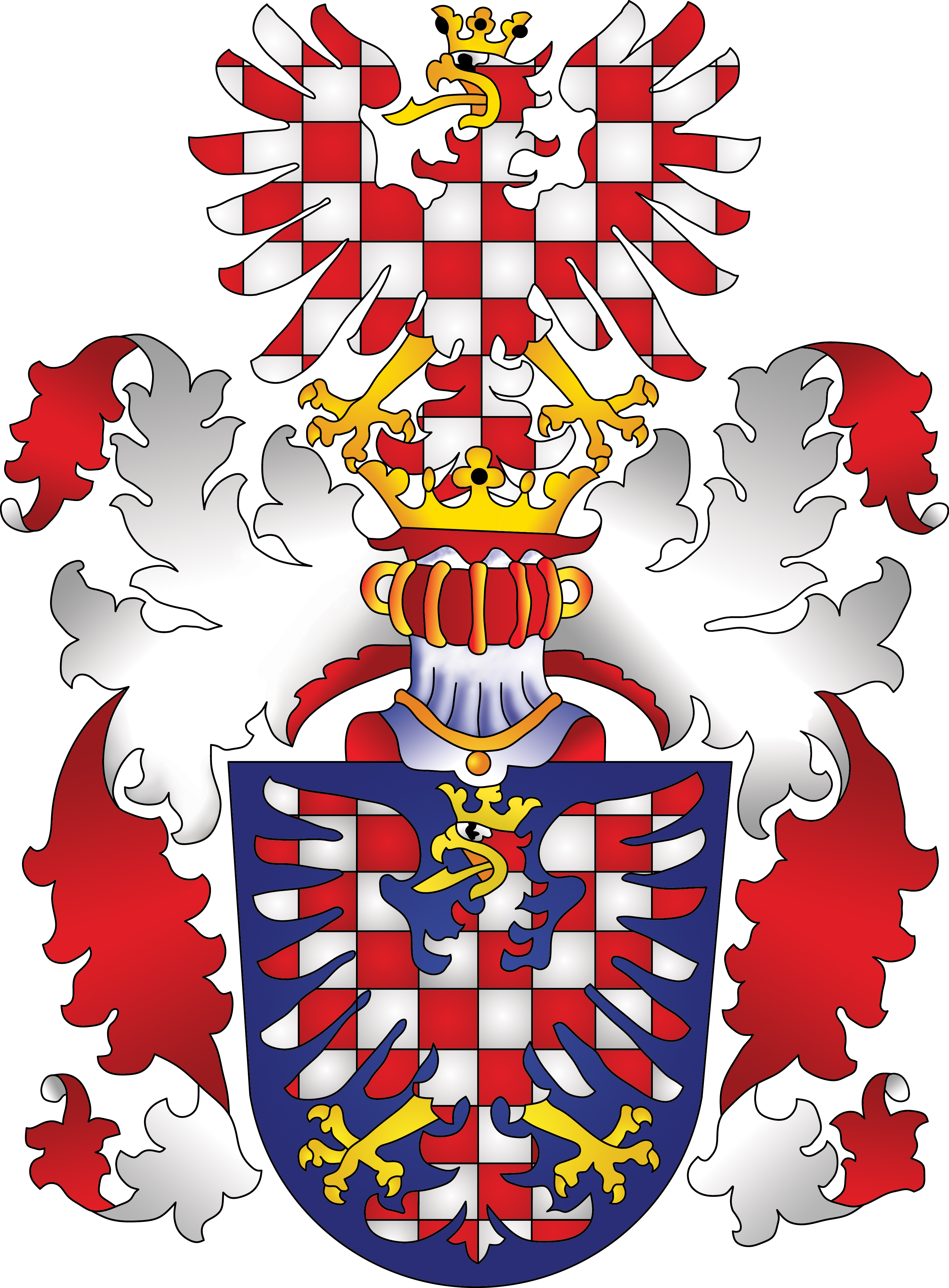
Znak Markrabství moravského

Seznam vládců Moravy zahrnuje chronologický výčet moravských knížat, markrabat a zemských prezidentů, případně představitelů vyšších celků, jejichž součástí Morava byla. Seznam obsahuje všechny známé panovníky od roku 623, předchozí vládci jsou uvedeni na stránce Seznam předslovanských vládců na území Česka a Slovenska. Pro podrobné informace viz také článek Dějiny Moravy.
Na počátku dějin vystupuje Morava jako samostatné Moravské knížectví začleněné mezi lety 623 až 658 do Sámova kmenového svazu, prvním známým knížetem je roku 830 Mojmír I., který dal jméno dynastii Mojmírovců vládnoucí na Moravě s krátkou přestávkou až maďarských nájezdů roku 906.
Poté nastává tzv. temné období, ze kterého existuje pouze minimum informací o politických poměrech na Moravě. Záznamy byzantského císaře Konstantina VII. Porfyrogennetose však ukazují, že Moravské knížectví existovalo i tehdy, ať už byli jeho panovníci podřízeni Maďarům, či nikoli. Každopádně v první polovině 11. století se Morava ocitla postupně pod nadvládou Českého knížectví a Polska. Roku 1029 ji však dobyl český kníže Oldřich a udělil ji svému synu Břetislavovi I., který ji následně rozdělil mezi své syny do tří údělů. Ačkoli tím byla Morava po dalších asi 150 let rozdělena do tří celků, vystupovala v evropské politice vždy jako jednotný celek, poměry na Moravě navíc často ovlivňoval český kníže.
Postavení Moravy výrazně upevnil roku 1182 Konrád II. Ota, který znovu sjednotil úděly a pro centrálního moravského vládce získal markraběcí titul. Markrabství moravské se stalo po boku Čech součástí Svaté říše římské. Sesterské postavení Čech a Moravy upevnil ve 14. století římský císař, český král a moravský markrabě Karel zavedením soustátí zemí koruny české. Přesto však měly zpočátku Čechy a Morava odlišné panovníky. V období habsburské nadvlády se země koruny české ocitly pod správou z Vídně, rakouští panovníci si však stále ponechávali tituly českého krále a moravského markraběte.
Moravské markrabství zaniklo roku 1918, kdy se Morava stala jednou ze zemí nově vzniklého Československa. Až do roku 1948 měla Morava v jeho rámci vlastní představitele v čele se zemským prezidentem. Komunistická diktatura zemské zřízení zrušila a moc ve státě se centralizovala do Prahy. Jednotlivé země nebyly obnoveny ani po sametové revoluci.

## Sámovo knížectví(623–658)
| Dynastie | Jméno | Portrét | Vláda   | Poznámky |
| -------- | ----- | ------- | ------- | --- |
| –        | Sámo  |         | 623–658 | Franský kupec, vládce slovanského kmenového svazu, tzv. Sámovy říše. Sjednotil pod svou vládou středoevropské slovanské národy a státy včetně již existujícího Moravského knížectví. Po jeho smrti se svaz rozpadnul, Moravské knížectví však existovalo pravděpodobně nadále, jeho panovníky však neznáme až do roku 830, kdy se objevuje Mojmír I. |

## Velkomoravská říše(830–906)
| Dynastie   | Jméno     | Portrét   | Vláda    | Poznámky |
| ---------- | --------- | --------- | -------- | --- |
| Mojmírovci | Mojmír I. |           | 830?–846 | Prvním historicky známý moravský vládce, zakladatel dynastie Mojmírovců.                                                                              |
| Mojmírovci | Rostislav | Rostislav | 846–870  | Synovec Mojmíra I. V roce 846, pravděpodobně po Mojmírově smrti, byl na velkomoravský stolec dosazen Ludvíkem Němcem, panovníkem východofranské říše. |

## Panonská marka(870–871)
| Dynastie  | Jméno                                              | Portrét | Vláda   | Poznámky |
| --------- | -------------------------------------------------- | ------- | ------- | --- |
| Vilémovci | Vilém II. Traungavský + Engilšalk I. Hornopanonský |         | 870–871 | Svatopluk si dělal nároky na trůn. Byl však uvězněn Karlomanem II. a na Moravě vládla franská markrabata Vilém II. a Engilšalk, Morava se stala markrabstvím Východofranské říše |

## Velkomoravská říše(871–906)
| Dynastie   | Jméno                      | Portrét    | Vláda   | Poznámky |
| ---------- | -------------------------- | ---------- | ------- | --- |
| Mojmírovci | Slavomír                   |            | 871     | Proti Vilémovi a Engilšalkovi vzniklo vojenské povstání, které vedl kněz Slavomír, Svatoplukův příbuzný. Slavomír se stal na čas knížetem. Karloman poslal své vojsko na Moravu v čele se Svatoplukem, který se ale dal na Moravskou stranu a vojsko Franků porazil. |
| Mojmírovci | Svatopluk I.               | Svatopluk  | 871–894 | Synovec Rostislava. Pátý a nejvýznamnější panovník Velkomoravské říše, v některých historických pramenech označován za krále. |
| Mojmírovci | Mojmír II.                 | Mojmír II. | 894–906 | Syn Svatopluka I. Po roce 906 o Mojmírovi II. historické prameny mlčí, předpokládá se tedy, že zemřel právě toho roku. |
| Mojmírovci | Mojmír II. + Svatopluk II. |            | ???–906 | Svatopluk II. na krátký čas bratrovým spoluvládcem. Po postupném rozpadu Velké Moravy roku 906 načas mizí téměř veškeré písemné zprávy o Moravě. Žádný domácí pramen není znám a cizí historici si v bouřlivých zvratech doby mocensky nevýznamné Moravy nevšímali. Některé prameny však zachované jsou a dle nich je možné, že se na Moravě zachovala i státní i církevní organizace. V období následujících několika desetiletí (asi 906–955) Morava zřejmě tvořila nárazníkové území mezi Čechami a kočovnými Maďary, ovládané patrně několika místními vládci, o nichž však nic nevíme. Vládce Moravy byl zmíněn jenom jednou (nebyl jmenovaný), a to ve spisu Konstantina VII. Porfyrogenntéta O ceremoniích byzantského dvora. |

## České knížectví(955–1003)
| Dynastie    | Jméno         | Portrét | Vláda    | Poznámky |
| ----------- | ------------- | ------- | -------- | --- |
| Přemyslovci | Boleslav I.   |         | 955–972  | Po polovině 10. století došlo k vzestupu přemyslovských Čech a jejich expanzi na východ. Boleslav I. dobyl část území Moravy, konkrétně Olomoucko, které se stává na čas součástí Čech. |
| Přemyslovci | Boleslav II.  |         | 972–999  | |
| Přemyslovci | Boleslav III. |         | 999–1002 | |

## Polské knížectví(1003–1025)
| Dynastie  | Jméno            | Portrét | Vláda     | Poznámky |
| --------- | ---------------- | ------- | --------- | --- |
| Piastovci | Boleslav Chrabrý |         | 1003–1025 | Asi v roce 1002 obsadily Moravu polské vojenské posádky Boleslava Chrabrého, Moravané pak v následujících dekádách vojensky Chrabrého podporovali v jeho válkách s Říší. |

## Polské království(1025–1029)
| Dynastie  | Jméno             | Portrét | Vláda     | Poznámky |
| --------- | ----------------- | ------- | --------- | --- |
| Piastovci | Boleslav Chrabrý  |         | 1025      | v roce 1025 dostává Boleslav Chrabrý královský titul |
| Piastovci | Měšek II. Lambert |         | 1025–1029 | Pokračuje v polské správě Moravy. Roku 1029 je Morava dobyta českým knížetem Oldřichem a jeho syn Břetislav ji dostává do správy jako samostatný moravský kníže. |

## Moravské údělné knížectví(1029–1054)
| Dynastie    | Jméno         | Portrét       | Vláda     | Poznámky |
| ----------- | ------------- | ------------- | --------- | --- |
| Přemyslovci | Břetislav I.  | Břetislav I.  | 1029–1033 | V roce dobytí Moravy mu jeho otec Oldřich svěřil její správu. Roku 1033 uprchl před otcem do ciziny, zřejmě protože na knížecím stolci podporoval strýce Jaromíra. |
| Přemyslovci | Oldřich I.    |               | 1033–1034 | Přímá vláda českého knížete. |
| Přemyslovci | Břetislav I.  | Břetislav I.  | 1034–1049 | Moravský kníže Břetislav se stal i českým knížetem, Moravu si ponechal ve své moci. Na konci svého života určil, že nejstarší z jeho potomků bude vládnout z Prahy celé zemi (tzv. seniorát) a mladší synové získají území na Moravě. Morava tak byla rozdělena na brněnský a olomoucký úděl; z brněnského se později vydělil úděl znojemský. |
| Přemyslovci | Spytihněv II. | Spytihněv II. | 1049–1054 | Ujímá se vlády na pět let před rozdělením Moravy. |

## Moravská údělná knížectví(1055–1182)

### Brněnské údělné knížectví(1055–1182)[4]
| Dynastie    | Jméno                | Portrét | Vláda     | Poznámky                                                                                       |
| ----------- | -------------------- | ------- | --------- | ---------------------------------------------------------------------------------------------- |
| Přemyslovci | Konrád I.            |         | 1055–1056 | Syn Břetislava I. Spytihněv II. ho povolal ke dvoru a zrušil úděly.                            |
| Přemyslovci | Ota I. Olomoucký     |         | 1055–1056 | Syn knížete Břetislava I.                                                                      |
| Přemyslovci | Spytihněv II.        |         | 1056–1061 | Vládne jako český kníže.                                                                       |
| Přemyslovci | Konrád I. Brněnský   |         | 1061–1092 | Podruhé. Český kníže Vratislav II. vrátil bratrům úděly.                                       |
| Přemyslovci | Oldřich Brněnský     |         | 1092–1099 | Syn Konráda I. Uprchl před Břetislavem II.                                                     |
| Přemyslovci | Bořivoj II.          |         | 1099–1101 | Bratr Břetislava II., ten ho pověřil správou Moravy. Budoucí kníže.                            |
| Přemyslovci | Oldřich Brněnský     |         | 1101–1113 | Podruhé.                                                                                       |
| Přemyslovci | Vladislav I.         |         | 1113–1115 | Vládne jako český kníže.                                                                       |
| Přemyslovci | Soběslav I.          |         | 1115–1123 | Syn krále Vratislava II., budoucí český kníže.                                                 |
| Přemyslovci | Ota II. Olomoucký    |         | 1123–1125 | Také kníže olomouckého údělu. Nárokoval si český knížecí stolec, ale zemřel v bitvě u Chlumce. |
| Přemyslovci | Vratislav Brněnský   |         | 1125–1129 | Syn Oldřicha Brněnského                                                                        |
| Přemyslovci | Soběslav I.          |         | 1129–1130 | Vládne jako český kníže.                                                                       |
| Přemyslovci | Vratislav Brněnský   |         | 1130–1156 | Podruhé.                                                                                       |
| Přemyslovci | Konrád II. Znojemský |         | 1156–1161 | Také znojemský údělník.                                                                        |
| Přemyslovci | Vladislav II.        |         | 1161–1172 | Vládne jako český kníže.                                                                       |
| Přemyslovci | Bedřich              |         | 1172–1173 | Vládne jako český kníže.                                                                       |
| Přemyslovci | Konrád II. Ota       |         | 1173–1182 | Také kníže znojemského údělu a český kníže.                                                    |

### Olomoucké údělné knížectví(1055–1182)[11]
| Dynastie    | Jméno                            | Portrét | Vláda     | Poznámky |
| ----------- | -------------------------------- | ------- | --------- | --- |
| Přemyslovci | Vratislav II.                    |         | 1054–1056 | Syn Břetislava I. Z údělu utekl před starším bratrem Spytihněvem II.                                                                            |
| Přemyslovci | Spytihněv I.                     |         | 1056–1058 | Vládne jako český kníže. |
| Přemyslovci | Vratislav II.                    |         | 1058–1061 | Podruhé. Roku 1061 se po Spytihněvově smrti stal českým knížetem jako Vratislav II.                                                             |
| Přemyslovci | Ota I. Olomoucký                 |         | 1061–1087 | Syn Břetislava I. |
| Přemyslovci | Vratislav II.                    |         | 1087–1090 | Potřetí. |
| Přemyslovci | Boleslav                         |         | 1090–1091 | Král Vratislav II. svěří olomoucký úděl svému synovi Boleslavovi. Práva Otových potomků naopak bránil Konrád I. Brněnský.                       |
| Přemyslovci | Svatopluk I. + Ota II. Olomoucký |         | 1091–1107 | Synové Oty I. Olomouckého, zpočátku za ně vládla jejich matka Eufémie Uherská.                                                                  |
| Přemyslovci | Ota II. Olomoucký                |         | 1107–1110 | Pokračuje bez bratra. |
| Přemyslovci | Vladislav I.                     |         | 1110–1113 | Vládne jako český kníže. |
| Přemyslovci | Ota II. Olomoucký                |         | 1113–1126 | Podruhé. Nárokoval si český knížecí stolec, ale zemřel v bitvě u Chlumce.                                                                       |
| Přemyslovci | Václav Jindřich Olomoucký        |         | 1126–1130 | Syn Svatopluka Olomouckého |
| Přemyslovci | Soběslav I.                      |         | 1130–1135 | Vládne jako český kníže. |
| Přemyslovci | Lupolt Olomoucký                 |         | 1135–1137 | Syn knížete Bořivoje II. |
| Přemyslovci | Vladislav Olomoucký              |         | 1137–1140 | Syn Soběslava I. Otec mu svěřil Olomoucko, chtěl tak potvrdit úmysl udělat Vladislava svým nástupcem v Praze.                                   |
| Přemyslovci | Ota III. Dětleb                  |         | 1140–1160 | Syn Oty II. Olomouckého. |
| Přemyslovci | Vladislav II.                    |         | 1160–1163 | Vládne jako český kníže. |
| Přemyslovci | Bedřich                          |         | 1163–1172 | Syn Vladislava II., později český kníže. |
| Přemyslovci | Svatopluk                        |         | 1172–1173 | Po usmíření s otcem získal zemi, vyhnán za vlády Soběslava II.                                                                                  |
| Přemyslovci | Oldřich                          |         | 1173–1177 | Syn Soběslava I. Pomohl bratrovi Soběslavovi II. na knížecí stolec a ten mu svěřil Olomoucko.                                                   |
| Přemyslovci | Václav II.                       |         | 1177–1179 | Syn Soběslava I., budoucí kníže. Od bratra Soběslava II. získal olomoucký úděl a později i brněnský. V roce 1179 utekl před knížetem Bedřichem. |
| Přemyslovci | Přemysl Otakar I.                |         | 1179–1182 | Později český kníže a král, měl titul markraběte.                                                                                               |

### Znojemské údělné knížectví(1092–1182)[11]
| Dynastie    | Jméno                | Portrét | Vláda      | Poznámky                                                                |
| ----------- | -------------------- | ------- | ---------- | ----------------------------------------------------------------------- |
| Přemyslovci | Litold Znojemský     |         | 1092–1099  | Syn Konráda I. Brněnského, rozdělení údělu mezi Konrádovy syny.         |
| Přemyslovci | Bořivoj II.          |         | 1099–1101  | Bratr Břetislava II., ten ho pověřil správou Moravy. Budoucí kníže.     |
| Přemyslovci | Litold Znojemský     |         | 1101–1112  | Podruhé.                                                                |
| Přemyslovci | Oldřich Brněnský     |         | 1112–1113  | Litoldův bratr, po jehož smrti úděl zdědil, ale přežil ho jen o rok.    |
| Přemyslovci | Vladislav I.         |         | 1113–1115  | Vládne jako český kníže.                                                |
| Přemyslovci | Soběslav I.          |         | 1115–1123  | Syn krále Vratislava II., bratr Vladislava I., pozdější kníže.          |
| Přemyslovci | Konrád II. Znojemský |         | 1123–1128  | Syn Litolda Znojemského, v letech 1128–1134 vězněn knížetem Soběslavem. |
| Přemyslovci | Soběslav I.          |         | 1128–1134  | Vládne jako český kníže.                                                |
| Přemyslovci | Konrád II. Znojemský |         | 1134–1161? | Syn Litolda Znojemského, v letech 1128–1134 vězněn knížetem Soběslavem. |
| Přemyslovci | Konrád II. Ota       |         | 1161?–1182 | Syn Konráda II., 1182–1189 markrabě.                                    |

## Moravské markrabství(1182–1189)
| Dynastie    | Jméno          | Portrét | Vláda     | Poznámky                                  |
| ----------- | -------------- | ------- | --------- | ----------------------------------------- |
| Přemyslovci | Konrád II. Ota |         | 1182–1189 | První markrabě, od roku 1189 český kníže. |

## Moravská údělná knížectví(1189–1192)

### Brněnské údělné knížectví(1189–1192)
| Dynastie    | Jméno                                   | Portrét | Vláda     | Poznámky      |
| ----------- | --------------------------------------- | ------- | --------- | ------------- |
| Přemyslovci | Spytihněv Brněnský + Svatopluk Jemnický |         | 1189–1192 | [ 24 ] [ 25 ] |

### Olomoucké údělné knížectví(1189–1192)
| Dynastie    | Jméno                                    | Portrét | Vláda     | Poznámky                                                                           |
| ----------- | ---------------------------------------- | ------- | --------- | ---------------------------------------------------------------------------------- |
| Přemyslovci | Vladimír Olomoucký + Břetislav Olomoucký |         | 1189–1192 | Syn Oty III. Dětleba, úděl jim svěřil Konrád Ota poté, co se stal českým knížetem. |

### Znojemské údělné knížectví(1189–1192)
| Dynastie    | Jméno          | Portrét | Vláda     | Poznámky                 |
| ----------- | -------------- | ------- | --------- | ------------------------ |
| Přemyslovci | Konrád II. Ota |         | 1189–1191 | Vládne jako český kníže. |
| Přemyslovci | Václav II.     |         | 1191–1192 | Vládne jako český kníže. |

## Moravské markrabství(1192–1194)
| Dynastie    | Jméno              | Portrét | Vláda     | Poznámky                        |
| ----------- | ------------------ | ------- | --------- | ------------------------------- |
| Přemyslovci | Vladislav Jindřich |         | 1192–1194 | Bratr krále Přemysla Otakara I. |

## Moravská údělná knížectví(1194–1197)

### Brněnské údělné knížectví(1194–1197)
| Dynastie    | Jméno                                   | Portrét | Vláda      | Poznámky                   |
| ----------- | --------------------------------------- | ------- | ---------- | -------------------------- |
| Přemyslovci | Spytihněv Brněnský + Svatopluk Jemnický |         | 1194–1198  | Svatopluk asi na Jemnicku. |
| Přemyslovci | Svatopluk Jemnický                      |         | 1198–1200? | Asi na Jemnicku.           |

### Olomoucké údělné knížectví(1194–1197)
| Dynastie    | Jméno                                    | Portrét | Vláda      | Poznámky                                               |
| ----------- | ---------------------------------------- | ------- | ---------- | ------------------------------------------------------ |
| Přemyslovci | Vladimír Olomoucký + Břetislav Olomoucký |         | 1194–1200? | Zřejmě Vladimír v Olomoucku a Břetislav na Břeclavsku. |

### Znojemské údělné knížectví(1194–1197)
| Dynastie    | Jméno              | Portrét | Vláda     | Poznámky                 |
| ----------- | ------------------ | ------- | --------- | ------------------------ |
| Přemyslovci | Jindřich Břetislav |         | 1194–1197 | Vládne jako český kníže. |
| Přemyslovci | Vladislav Jindřich |         | 1197      | Vládne jako český kníže. |

## Moravské markrabství(1197–1918)
| Dynastie                   | Jméno                                                         | Portrét                  | Vláda     | Poznámky |
| -------------------------- | ------------------------------------------------------------- | ------------------------ | --------- | --- |
| Přemyslovci                | Vladislav Jindřich                                            |                          | 1197–1222 | Bratr krále Přemysla Otakara I. Olomoucko získal od Přemysla až roku 1212. |
| Přemyslovci                | Přemysl Otakar I.                                             |                          | 1222–1224 | Přímá vláda na Moravě. |
| Přemyslovci                | Vladislav                                                     |                          | 1224–1227 | Syn krále Přemysla Otakara I. |
| Přemyslovci                | Přemysl Otakar I.                                             |                          | 1227–1228 | Přímá vláda na Moravě. |
| Přemyslovci                | Přemysl                                                       |                          | 1228–1239 | Nejmladší syn krále Přemysla Otakara I. |
| Přemyslovci                | Václav I.                                                     |                          | 1239–1246 | Přímá vláda na Moravě. |
| Přemyslovci                | Vladislav                                                     |                          | 1246–1247 | Prvorozený syn krále Václava I., krátce také rakouský vévoda. |
| Přemyslovci                | Přemysl Otakar II.                                            | Přemysl Otakar II.       | 1247–1278 | Druhorozený syn krále Václava I., po smrti bratra převzal jeho úděl. Od roku 1251 rakouský vévoda, od roku 1253 český král. Po nástupu Přemysla Otakara II. na trůn byli čeští králové vládci Moravy, ponechávali si titul markraběte. Po jeho smrti v bitvě na Moravském poli na několik let Moravu ovládl Rudolf I. Habsburský.                                                                 |
| Habsburkové                | Rudolf I. Habsburský                                          |                          | 1278–1283 | Zabral na pět let Moravu, roku 1283 ji uděluje svému zeti Václavovi. |
| Přemyslovci                | Václav II.                                                    | Václav II.               | 1283–1305 | Syn Přemysla II., šestý český král (korunován 1297). Také polský král (korunován roku 1300). Pro syna získal i uherský trůn. |
| Přemyslovci                | Václav III.                                                   | Václav III.              | 1305–1306 | Syn Václava II., sedmý český král. V letech 1301–1304 byl uherským králem jako Ladislav V. Jeho smrtí skončilo více než 400 let vlády Přemyslovců v Čechách. |
| Menhardovci                | Jindřich Korutanský                                           |                          | 1306      | Manžel Anny Přemyslovny, sestry Václava III. Měsíc po jeho volbě za krále se ale objevila vojska Rudolfa, syna římského krále Albrechta I., a Jindřich s Annou uprchli. |
| Habsburkové                | Rudolf Habsburský                                             | Rudolf Habsburský        | 1306–1307 | Syn Albrechta I. Habsburského. Dokázal si získal podporu části panstva sliby (i úplatky), ale zemřel při obléhání hradu jednoho z rebelujících pánů, Bavora III. ze Strakonic. |
| Menhardovci                | Jindřich Korutanský                                           |                          | 1307–1310 | Podruhé na trůně. Jindřich nebyl schopný panovník a část panstva požádala o pomoc římského krále Jindřicha VII. – jeho syn Jan se měl oženit s Eliškou Přemyslovnou. |
| Lucemburkové               | Jan Lucemburský                                               | Jan Lucemburský          | 1310–1333 | Syn Jindřicha VII. V Janovi se protnuly tři nástupnické principy: uznala jej česká šlechta, otec mu udělil Čechy v léno a oženil se s dědičkou českých zemí Eliškou Přemyslovnou. Jan nezískal k zemi vztah, přesto rozšířil území království. Jan Lucemburský udělil vládu na Moravě svému synovi Karlovi, čímž ukončil dlouholeté splynutí titulu moravského markraběte s osobou českého krále. |
| Lucemburkové               | Karel IV.                                                     | Karel IV.                | 1333–1349 | Budoucí Karel IV. Prvorozený syn Jana Lucemburského a Elišky Přemyslovny. Udělením titulu markraběte otec legitimizoval jeho postavení v království. |
| Lucemburkové               | Jan Jindřich                                                  |                          | 1349–1375 | Mladší bratr Karla IV., v roce 1349 mu Karel udělil v léno Moravu. |
| Lucemburkové               | Jan Soběslav Lucemburský + Prokop Lucemburský + Jošt Moravský |                          | 1375–1380 | Prokop stejně jako jeho bratr Jan Soběslav složili slib lenní poslušnosti nejstaršímu bratrovi Joštovi a podrželi si tak markraběcí titul i majetek. |
| Lucemburkové               | Prokop Lucemburský + Jošt Moravský                            |                          | 1380–1405 | Po úmrtí Jana Soběslava, vládne Jošt pouze s bratrem Prokopem. |
| Lucemburkové               | Jošt Moravský                                                 | Jošt Moravský            | 1405–1411 | Po smrti Prokopa vládne Jošt sám. Také v čele Svaté říše římské. |
| Lucemburkové               | Václav IV.                                                    | Václav IV.               | 1411–1419 | Syn Karla IV., český král. Moravským markrabětem se stal po smrti Jošta. Jeho moravská vláda se omezila víceméně na jmenování úředníků, za Václavovy vlády se na Moravě začalo šířit z Čech husitství. |
| Lucemburkové               | Zikmund Lucemburský                                           | Zikmund Lucemburský      | 1419–1423 | Syn Karla IV., mladší Václavův bratr a dědic. |
| Habsburkové                | Albrecht II. Habsburský                                       | Albrecht II. Habsburský  | 1423–1439 | Zikmundův zeť. Jeho tchán mu udělil Moravu v léno. Po jeho smrti se stal i jeho dědicem. V období husitských válek byl titul markraběte (stejně jako českého krále) často předmětem rozporů, po smrti Albrechta nastává v Čechách a na Moravě čtrnáctileté interregnum (bezvládí). |
| Habsburkové                | Ladislav Pohrobek                                             | Ladislav Pohrobek        | 1453–1457 | Syn Albrechta II., po období interregna uznán českým králem. |
| Páni z Kunštátu a Poděbrad | Jiří z Poděbrad                                               | Jiří z Poděbrad          | 1458–1469 | Vládne jako český král. |
| Hunyadyové                 | Matyáš Korvín                                                 | Matyáš Korvín            | 1469–1490 | Uherský král. Postavil se do čela křížové výpravy proti Jiřímu z Poděbrad. Byl poražen a zajat u Vilémova roku 1469 a slíbil konec války. Místo toho se však nechal v Olomouci zvolit českou katolickou šlechtou a městy protikrálem - a po Jiříkově smrti a nerozhodných bojích s Vladislavem Jagellonským se nakonec stal vládcem vedlejších zemí Koruny české (a titulárním č. králem).        |
| Jagellonci                 | Vladislav Jagellonský                                         | Vladislav Jagellonský    | 1490–1516 | Syn Kazimíra IV., český král od roku 1471, resp. 1478. Vladislava ovšem Morava uznala za panovníka až po smrti Matyáše Korvína v roce 1490. Od roku 1490 také uherský král. Po dlouho let se vlády opět ujímají čeští králové. |
| Jagellonci                 | Ludvík Jagellonský                                            | Ludvík Jagellonský       | 1516–1526 | Syn Vladislava Jagellonského. Otec ho nechal korunovat již roku 1508 za uherského krále a o rok později za krále českého. Zemřel v bitvě u Moháče, čímž vymřela česko-uherská větev rodu. |
| Habsburkové                | Ferdinand I. Habsburský                                       | Ferdinand I. Habsburský  | 1526–1564 | Vnuk císaře Maxmiliána I., manžel Anny, sestry Ludvíka Jagellonského. Také římskoněmecký císař a uherský král. Nebral ovšem do úvahy tradice samostatnosti českého státu a Uherska. |
| Habsburkové                | Maxmilián II. Habsburský                                      | Maxmilián II. Habsburský | 1564–1576 | Syn Ferdinanda I. Také římskoněmecký císař a uherský král. |
| Habsburkové                | Rudolf II.                                                    | Rudolf II.               | 1576–1608 | Syn Maxmiliána II, římskoněmecký císař, český a uherský král. |
| Habsburkové                | Matyáš Habsburský                                             | Matyáš II.               | 1608–1619 | Syn Maxmiliána II, římskoněmecký císař, český a uherský král. V roce 1608 Matyáš za slib náboženské a politické svobody získal podporu stavů a převzal tak vládu nad Rakouskem, Uhrami a Moravou; českým králem byl od roku 1611. Poté vládli Moravě vždy čeští králové. |
| Habsburkové                | Ferdinand II. Štýrský                                         |                          | 1619      | Matyášův bratranec. Jeho bratranec neměl potomky, a tak byl Ferdinand ještě za jeho života v roce 1617 korunován českým králem. |
| Wittelsbachové             | Fridrich Falcký                                               |                          | 1619–1620 | Falcký kurfiřt, který projevoval sympatie k českým protestantským stavům. Zvolen králem byl ale až v době, kdy bylo stavovské povstání v defenzivě. |
| Habsburkové                | Ferdinand II. Štýrský                                         |                          | 1620–1637 | Vrátil Čechy a Moravu do vlastnictví Habsburků. Potlačil české stavovské povstání. |
| Habsburkové                | Ferdinand III. Habsburský                                     |                          | 1637–1657 | Syn Ferdinanda II. Také císař římský a král uherský. Pokračoval v českých zemích v rekatolizaci a posilování absolutistické moci, ovšem už mírnějšími prostředky. |
| Habsburkové                | Leopold I.                                                    |                          | 1657–1705 | Syn Ferdinanda III. Také římskoněmecký císař a uherský král. |
| Habsburkové                | Josef I. Habsburský                                           |                          | 1705–1711 | Syn Leopolda I. Již v dětských letech byl korunován uherským (v roce 1687) a římskoněmeckým králem (r. 1690). Českým králem Josef ovšem korunován nebyl. |
| Habsburkové                | Karel VI.                                                     |                          | 1711–1740 | Syn Leopolda I. Také římský císař a uherský král. Snažil se pragmatickou sankcí zajistit dědictví nejstarší dceři Marii Terezii. |
| Habsburkové                | Marie Terezie                                                 |                          | 1740–1780 | Dcera Karla VI. Jediná vládnoucí česká královna. Také královna uherská. O dědictví musela bojovat s Karlem VII. (kurfiřtem bavorským), roku 1743 se nechala korunovat českou královnou. |
| Habsburko-lotrinkové       | Josef II.                                                     |                          | 1780–1790 | Syn Marie Terezie. Také římský císař a uherský král, reformátor. |
| Habsburko-lotrinkové       | Leopold II.                                                   |                          | 1790–1792 | Syn Marie Terezie. Také římský císař a uherský král. Na rozdíl od bratra se nechal českým králem korunovat. |
| Habsburko-lotrinkové       | František I. Rakouský                                         |                          | 1792–1835 | Syn Leopolda II. Také uherský král, římský císař (do 1806), poté rakouský císař (od 1804). |
| Habsburko-lotrinkové       | Ferdinand I. Dobrotivý                                        |                          | 1835–1848 | Syn Františka I. Také rakouský císař a uherský král. V roce 1848 byl odstaven od českého trůnu a abdikoval ve prospěch synovce Františka Josefa I. Poslední korunovaný český král. |
| Habsburko-lotrinkové       | František Josef I.                                            |                          | 1848–1916 | Synovec Ferdinanda V. Také rakouský císař a uherský král. Českým zemím vládl více než 60 let, králem českým se ale korunovat nedal (ztroskotaly i myšlenky na trialistickou monarchii). |
| Habsburko-lotrinkové       | Karel I.                                                      |                          | 1916–1918 | Rakouský císař Karel I., král uherský jako Karel IV. a král český Karel III. (králem českým se korunovat nedal). Rakousko-Uhersko se mu už zachránit nepodařilo, ačkoliv nabídl federaci. Po jeho smrti zaniká Moravské markrabství a Morava se stává součástí Československa jako samosprávná Země Moravská.                                                                                     |

## Země Moravská(1918–1928)[31]
| Jméno     | Portrét | Vláda     | Poznámky |
| --------- | ------- | --------- | --- |
| Jan Černý |         | 1918–1928 | Jan Černý se stal moravským zemským prezidentem samosprávné Země Moravské v rámci nově vzniklého Československa. Kromě vlády na Moravě byl Jan Černý také několikanásobným ministrem vnitra ČSR a několikanásobným předsedou vlády ČSR. |

## Země Moravskoslezská(1928–1948)[31]
| Jméno            | Portrét | Vláda     | Poznámky |
| ---------------- | ------- | --------- | --- |
| Jan Černý        |         | 1928–1939 | V roce 1928 se země Moravská a země Slezská spojily do země Moravskoslezské a Jan Černý byl opět zvolen zemským prezidentem. |
| Jaroslav Caha    |         | 1939–1941 | Jaroslav Caha chvíli sloužil jako prezident země Moravskoslezské za Československa již bez Sudet, ale většinu své funkce vykonal za Protektorátu Čechy a Morava                                                                                               |
| Jaroslav Mezník  |         | 1941      | Jaroslav Mezník se stal 2. zemským prezidentem země Moravskoslezské za Protektorátu Čechy a Morava. Však 7. listopadu 1941 byl Gestapem zatčen a o 7 dní později zemřel.                                                                                      |
| Karl Schwabe     |         | 1941–1945 | JUDr. Karl Schwabe byl Moravskoslezský zemský viceprezident, kterým se stal již v roce 1939. K moci se dostal až po zatčení Jaroslava Mezníka. V roce 1946 byl Karl Schwabe popraven.                                                                         |
| František Loubal |         | 1945–1946 | Spisovatel, publicista a historik. Předseda ZNV. |
| František Píšek  |         | 1946–1948 | Předseda ZNV. |
| Karel Svitavský  |         | 1948      | Předseda ZNV. Poslední představitel Moravy v jejích dějinách. V následujících letech Morava administrativně zaniká a je přímo podřízena vládě s prezidentem Československa a následně České republiky. Karel Svitavský se stal následně předsedou KNV v Brně. |

## Československá republika(1948–1960)
| Jméno             | Portrét           | Vláda     | Poznámky |
| ----------------- | ----------------- | --------- | --- |
| Klement Gottwald  | Klement Gottwald  | 1948–1953 | První komunistický prezident. Komunisté po nástupu k moci roku 1948 zrušili zemské zřízení a Morava přestala jako svrchovaný administrativní celek existovat. Následně byl zaveden systém krajů, jejichž hranice se nekopírovaly s někdejší česko-moravskou hranicí. |
| Antonín Zápotocký | Antonín Zápotocký | 1953–1957 | |
| Antonín Novotný   | Antonín Novotný   | 1957–1960 | |

## Československá socialistická republika(1960–1990)
| Jméno           | Portrét         | Vláda     | Poznámky |
| --------------- | --------------- | --------- | --- |
| Antonín Novotný | Antonín Novotný | 1960–1968 | |
| Ludvík Svoboda  |                 | 1968–1975 | Za jeho vlády bylo prosazeno federativní postavení českých zemí a Slovenska v rámci republiky. Morava však nadále zůstala součástí České republiky. |
| Gustáv Husák    | Gustáv Husák    | 1975–1989 | |
| Václav Havel    |                 | 1989–1990 | |

## Česká a Slovenská Federativní Republika(1990–1992)
| Jméno        | Portrét | Vláda     | Poznámky |
| ------------ | ------- | --------- | -------- |
| Václav Havel |         | 1990–1992 |          |

## Česká republika(1993–dosud)
| Jméno        | Portrét | Vláda      | Poznámky |
| ------------ | ------- | ---------- | -------- |
| Václav Havel |         | 1993–2003  |          |
| Václav Klaus |         | 2003–2013  |          |
| Miloš Zeman  |         | 2013–2023  |          |
| Petr Pavel   |         | 2023–dosud |          |